# Крайморие
Крайморие е най-малкият квартал на град Бургас и курортно селище на Българското Черноморие. Той е разположен в залива Ченгене скеле на около 10 км южно от центъра на града и на 20 км северно от Созопол.

## История
Днешно Крайморие е било преди Освобождението чифлик с името Кафка, подчинен директно на османския султан. След Освобождението тук той е превърнат в бежански лагер, който е приютявал тракийски и македонски българи.
През комунистическо време кварталът e популярен с романтичния си ресторант, наричан „Пилетата“, разположен на самия морски бряг. Днес ресторантът, бивша собственост на ТКЗС Крайморие, е затворен. Непосредствено до него е разположен и едноименния къмпинг, който предлага приятна гледка към бургаското пристанище, остров Света Анастасия и нефтения терминал „Росенец“. По това време Крайморие е център на земеделско стопанство, което обработва земеделски земи южно от Бургас. Сега бившите административни сгради на ТКЗС-то са почти сринати на разклона за квартала, а голяма част от нивите са застроени. В стопанския двор на бившето ТКЗС през 1990-те години работи и нелегална фабрика за цигари.
През 2009 година при разкопки на п-в Форос, намиращ се в непосредствена близост до квартала, са разкрити останките на античното и средновековното селище-крепост Форос, един от предшествениците на днешния Бургас. Според историци тук се е намирал и манастирът „Свети Георги“, описан от византийски хронисти.

## Забележителности

### Природни
В близост до Крайморие се намират още защитените местности Узунгерен, Ченгене скеле и Пода с едноименния природозащитен център; езерата Мандра, Бургаско и Атанасовско; остров Света Анастасия; Рибарското селище Ченгене скеле и парк Росенец (Отманли), разположен в полите на Медни рид.

### Храм „Св. Пимен Зографски“
На 16 октомври 2011 г. Сливенският митрополит Йоаникий тържествено освещава новата църква „Св. Пимен Зографски“ в Крайморие. Това е първият храм на името на този голям български светец в страната. В началото на строителството в основите на храма са положени камък и пръст от Зографския манастир. Гост на освещаването е игуменът на Зографския манастир „Св. Георги“ архим. Амвросий, който присъства и на полагане на основния камък. Директорът на НИМ Божидар Димитров дарява на храма частица от кръста, открит преди няколко години във фондовете на музея, както и икона на св. Тривелий. Според Божидар Димитров е особено важно да се разпространява почитта към хан Тервел по Южното Черноморие, тъй като той има заслуги за неговото завоюване.
Храмът е трикорабен, кръстокуполен, 165 кв. м. Отворен е всеки ден от 8:30 до 12:00 и от 14:00 до 16:00 часа. В църквата има иконостас, дело на дърворезбаря Динко Григоров от Дряново. Иконите за него ще бъдат дарени от манастира „Св. Георги Зограф“ в монашеската република. Кръстовете на покрива на храма са от неръждаема стомана, а покривната конструкция е от специална некорозираща ламарина, обработена и предоставена от български завод. Храмът разполага с четири бронзови камбани, монтирани на висока камбанария. Камбаните са с автоматична компютъризирана система за биене, която може да програмира звук, сила и мелодии.
Към момента се извършва изографисване на храма. Завършени са куполът, тамбурът под него, пандантивите и арките над тях.
Неделно училище
В двора на храма е разположено Неделното училище. Занятия по вероучение и приложни дейности се провеждат всяка неделя от 11:00 до 12:30.

## Транспорт
Кварталът се обслужва от 1 автобусна линия:
- Линия 17 – от Автогара Юг до кв. Крайморие. Като преминава през спирките Транспортна болница, бул. Иван Вазов, ул. Спортна, ул. Лебед, ул. Индустриална, ул. Байкал, ул. Чаталджа, Местността Пода и кв. Крайморие
- Линия 17А (лятна линия) – от Терминал М.Рудник до Крайморие. Преминава през спирки М.рудник,бл.101, М.рудник,бл.485, Найден Геров, Въстаническа, Тополица, А.Г. Коджакафалията днешна спирка Захари Стоянов, Резвая, Апостол Войвода, Крайморие и наобратно. Разписанията можете да видите на сайта на Бургасбус https://burgasbus.info/burgasbus/?page_id=11506

## Галерия
- Кметството и пощенският клон на Крайморие
- Паметникът на просветителя Петър Янев и кръстеното на него читалище в Крайморие
- Храм „Свети Пимен Зографски“
- Детска градина „Радост“